# John David Brewer

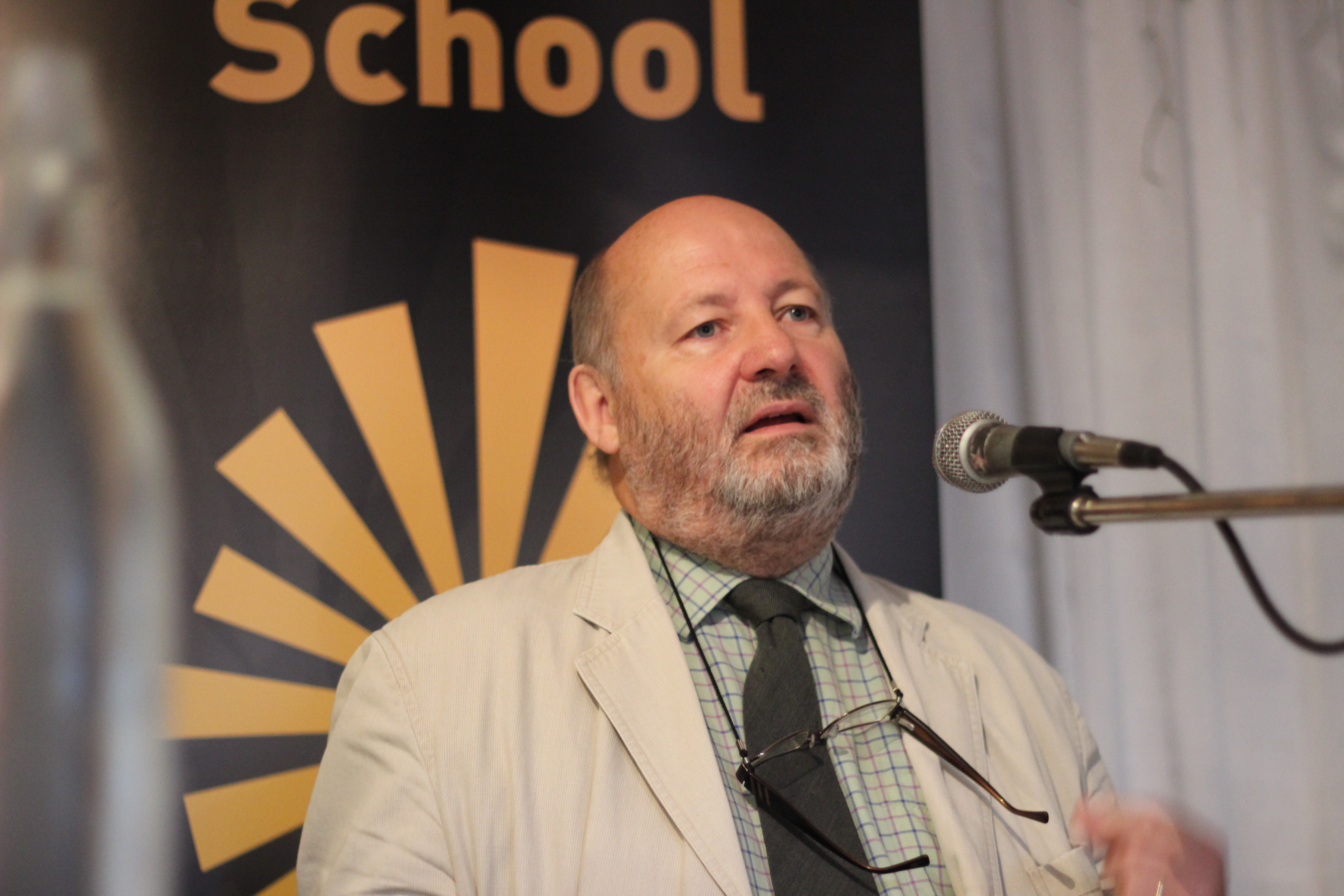
John David Brewer

John David Brewer (* 1951) ist ein britischer Soziologe, der an der Queen’s University Belfast forscht und lehrt. Von 2009 bis 2012 amtierte er als Präsident der British Sociological Association.
Brewer, der an der University of Aberdeen lehrte, bevor er nach Belfast ging ist seit 2012 Ehrendoktor der Brunel University und seit 2017 Inhaber einer Außerordentlichen Honorarprofessur der südafrikanischen Universität Stellenbosch. Seine Forschungsschwerpunkte sind unter anderem: Friedensprozesse, religiöse Friedensförderung, Religion und Konflikt; Geschichte der Soziologie.

## Schriften (Auswahl)
- The public value of the social sciences. An interpretative essay.  Bloomsbury Academic, London/Neu-Delhi 2013, ISBN 978-1-78093-522-5.
- Mit Gareth I. Higgins und Francis Teeney: Religion, civil society, and peace in Northern Ireland. Oxford University Press, Oxford/New York 2011, ISBN 978-0-19-969402-0.
- Peace processes. A sociological approach. Polity, Cambridge 2010, ISBN 978-0-7456-4776-0.
- The Royal Irish Constabulary. An oral history. Institute of Irish Studies, Queen’s University of Belfast, Belfast 1990, ISBN 0-85389-340-3.